# Ağacanlı
Ağacanlı è un comune dell'Azerbaigian situato nel distretto di Hacıqabul. Conta una popolazione di 351 abitanti.